# Austrelatus kalibumi
Austrelatus kalibumi (лат.) — вид жуков-плавунцов рода Austrelatus из подсемейства Copelatinae (Dytiscidae). Новая Гвинея. Видовое название A. kalibumi происходит от названия реки Буми ("кали" по-индонезийски значит "река"), протекающей недалеко от деревни Вангара в районе Набире, где собрана типовая серия.

## Распространение
Встречается на острове Новая Гвинея на территории индонезийской провинции Папуа (район Набире). Образцы в типовом местонахождении были собраны на мелководных, открытых и затопленных лугах и болотах вдоль реки Буми у деревни Вангара. Все экземпляры на трассе Набире — Илага на 34-м км были собраны в мелких (до 20 см глубиной), затенённых или хотя бы частично затенённых лесных водоёмах и придорожных канавах, богатых гнилыми листьями и ветками.

## Описание
Мелкие жуки-плавунцы, длина 6,1—6,7 мм. Представителей можно отличить от близких видов по следующей комбинации признаков:
надкрылья без желтовато-красной базальной полосы, буровато-чёрные, желтовато-красные апикально; срединная доля гениталий имеет латеральный край левой дорсальной доли с вогнутостью, расположенной медиальнее, треугольной формы. Голова буровато-чёрная, более бледная (иногда до желтовато-красной) сзади, между глазами, редко также и спереди. Переднеспинка буровато-чёрная, с желтовато-красными боками, часто только в переднебоковой половине. Надкрылья буровато-чёрные, с крупным жёлтым пятном в верхней части, обычно слегка расширяющимся латерально. Щитик буровато-чёрный. Антенны, другие головные придатки, а также передние и средние ноги желтовато-красные, задние ноги отчётливо темнее, особенно дистально. Брюшная сторона буровато-чёрная, со слегка более бледным простернумом. Надкрылья с (10-11)+0 бороздками; бороздка 1 обычно сильно редуцирована, бороздка 2 редуцирована базально.